# Justicia cuneata
Justicia cuneata är en akantusväxtart. Justicia cuneata ingår i släktet Justicia och familjen akantusväxter.

## Underarter
Arten delas in i följande underarter:
- J. c. cuneata
- J. c. hoerleiniana
- J. c. latifolia